# Lucien Olivier

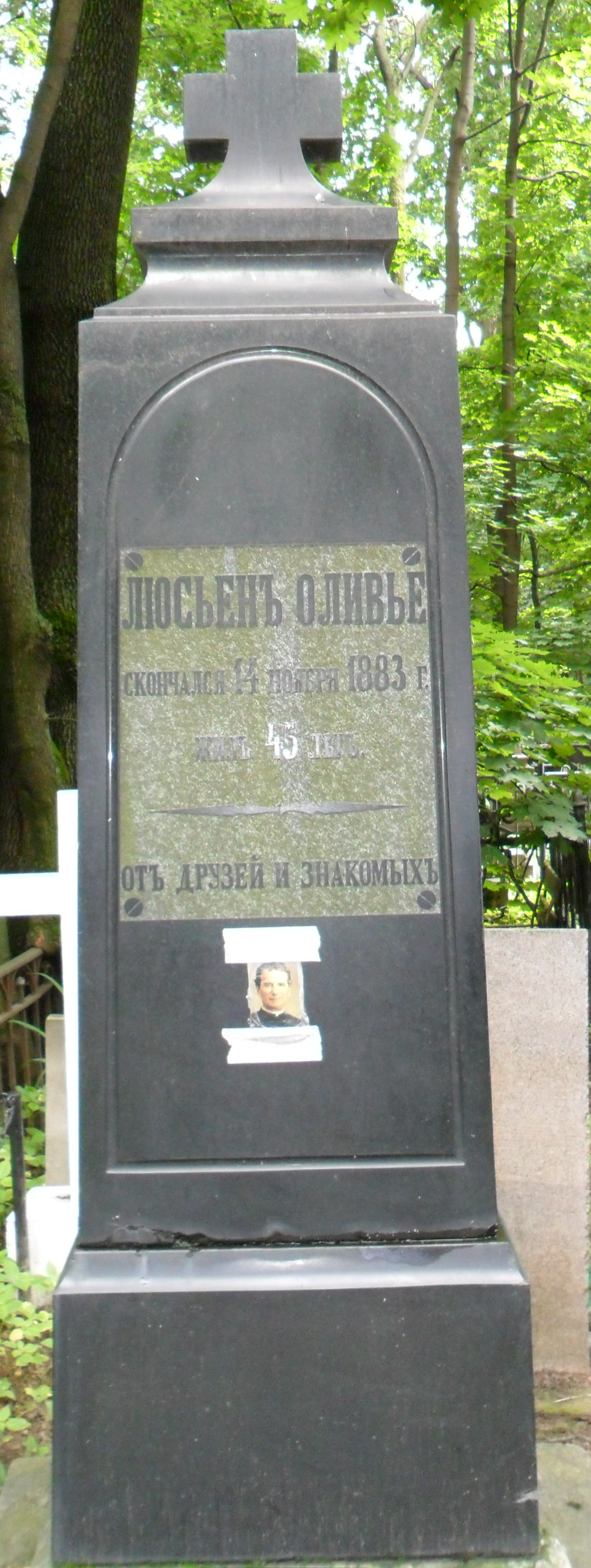
Oliviers grafsteen in Moskou. (Het opgeplakte prentje stelt Don Bosco voor)

Lucien Olivier (Russisch: Люсьен Оливье) (Moskou, 1838 – aldaar, 14 november 1883) was een Russische chef-kok van Belgisch-Franse afkomst en de bedenker van de Salade Olivier.
Hij werd geboren in Moskou, en was in de vroege jaren 1860 chef-kok in het Hermitage-restaurant in Moskou.
Hij staat bekend als de bedenker van het recept voor een wintersalade. Zijn recept was een geheim dat hij nooit heeft geopenbaard en pas na zijn dood bekend werd. Het wordt ook wel Russische aardappelsalade genoemd en er bestaan inmiddels varianten wat betreft het aantal ingrediënten en de verhouding daartussen.
In 2017 kwam A. Aleksejev, na bestudering van veranderingen in de adresgegevens van Moskou, koopmanscertificaten en volkstellingsresultaten tot de conclusie, dat onder de naam Lucien Olivier de Franse staatsburger Nikolai Olivier bekend was, die als 40-jarige in 1868 het Hermitage-restaurant op het Trubnaya-plein leidde. Het in die tijd gerenommeerde restaurant was in bezit was van de Moskouse koopman Pegov, met Olivier als mede-eigenaar. Olivier woonde in een huis van Pegov in de Petrovski-boulevard. Volgens Aleksejev wijzigde Nikolai zijn voornaam in Lucien om zijn Franse afkomst te benadrukken, in het belang van de faam van het restaurant.
Na de dood van Olivier was het Groot-Hermitage Restaurant (de naam van het restaurant aan het begin van de 20e eeuw) in handen van een Vereniging, waarvan de samenstelling verschillende keren veranderde.
Tijdens de revolutie van 1917 werd het restaurant gesloten, daarna bevonden zich verschillende instellingen in het gebouw. In de jaren van de Nieuwe Economische Politiek (1921-1923) was er weer een restaurant en van 1923 tot 1941 was het "Het huis van de boeren". Aan het eind van de 20e eeuw werd het een theater. Volgens Vladimir Giljarovski hield Olivier zijn recept geheim, hoewel de belangrijkste ingrediënten bekend waren. Hoezeer de fijnproevers in die tijd ook probeerden het precies na te maken, ze slaagden er niet in. Dat was aanleiding tot verschillende legendes. In 2008 werd het graf van Olivier op de begraafplaats Vvedenskoje ontdekt en gerestaureerd.